# Sclerotium bullatum
Sclerotium bullatum är en svampart som beskrevs av DC. 1815. Sclerotium bullatum ingår i släktet Sclerotium och riket svampar.   Inga underarter finns listade i Catalogue of Life.